# 早坂敦
早坂 敦（はやさか あつし、1971年3月11日 - ）は、日本の政治家。
衆議院議員（1期）、仙台市議会議員（1期）、宮城維新の会代表を務めた。

## 来歴
宮城県仙台市出身、東北高等学校卒。営業職の会社員を経て2011年8月28日執行の仙台市議会議員選挙にみんなの党公認で青葉区から立候補し、初当選した。みんなの党解党後の2015年には県内の旧みんなの党出身者が結成した「地域政党輝くまち」に参加したが、同年の市議選では落選。同年10月の宮城県議会議員選挙では維新の党公認で青葉区から立候補し、落選。その後は福祉施設に勤務した。
2021年9月28日、日本維新の会の宮城4区支部長に就任。翌10月の第49回衆議院議員総選挙では自由民主党の伊藤信太郎に敗れたが、比例復活し初当選した。
2022年1月、維新の宮城県総支部にあたる「宮城維新の会」が設立され早坂が代表に就任。
2023年12月14日、維新は次期衆院選では早坂を宮城2区に擁立すると発表した。
2024年10月27日の第50回衆議院議員総選挙では、小選挙区で立憲民主党の鎌田さゆりに敗れ、比例東北ブロックにおいても維新が議席を確保できなかったため落選した。
2025年8月には維新の宮城2区の支部長に再任された。

## 不祥事・騒動
- 2024年5月24日、前月に発足式を開いた自身の後援会について、県選挙管理委員会に設立を届けていなかったことが報じられた。政治資金規正法では設立から7日以内の届出が義務付けられているが、早坂の事務所は「すでに届け出をしている資金管理団体『絆の会』を母体として後援会を運営しようとしていた。発足式という言葉は誤解を招く表現だった」とコメントし、後援会を新たに設立したわけではないとの見解を示した。一方で県選管は「後援会として新たに運営する場合は、設立の届け出を。団体の目的や名称が変わる際は、異動の届け出をする必要がある」と説明している[12]。
- 2024年5月22日午前、早坂の街宣車が、仙台市若林区の事務所前の交差点付近で立ち往生し、後続の市営バスに15分ほどの遅れを発生させるトラブルを起こした。事務所側は備品を準備するため停止したところ、エンジントラブルで車が動かなくなったなどと説明したが、交差点の5メートル以内の駐停車を禁止している道路交通法に抵触する可能性が指摘された[13][14]。
- 2024年6月16日午前10時ごろ、仙台市若林区土樋の市道で早坂事務所の軽ワゴン車が横転し、道路沿いの配電設備を損壊し約300戸が一時停電するトラブルを起こした。停電は午後4時20分ごろまでに復旧。また、運転していた早坂事務所の50代のボランティアスタッフは軽傷だった。早坂は取材に対し、「スタッフが脇見をしていたと聞いた。迷惑をかけて申し訳ない」と陳謝した[15]。
  - 上記のトラブルが相次いだことから、6月22日に宮城維新の会は早坂を厳重注意した[16]。
- 2025年1月7日、早坂敦陣営の公設秘書含む運動員4人が、公職選挙法で禁止されている虚偽事項の公表の疑いがあるとして書類送検された。4人は、2024年10月の第50回衆議院議員総選挙の選挙期間中に、仙台市の複数の住宅に「対立候補が裁判沙汰になっている」などと記載したビラを配布。しかし対立候補は実際には訴訟となっていなかった[17]。同年2月17日、仙台地方検察庁は「起訴して公判を維持するのに足りる証拠を収集するに至らなかった」として4人全員を不起訴とした[18]。

## 選挙
| 当落 | 選挙                     | 執行日         | 年齢 | 選挙区             | 政党             | 得票数    | 得票率 | 定数 | 得票順位 /候補者数 | 政党内比例順位 /政党当選者数 |
| ---- | ------------------------ | -------------- | ---- | ------------------ | ---------------- | --------- | ------ | ---- | ------------------ | ---------------------------- |
| 当   | 2011年仙台市議会議員選挙 | 2011年8月28日  | 40   | 青葉区選挙区       | みんなの党       | 4565票    |        | 15   | 13/19              | /                            |
| 落   | 2015年仙台市議会議員選挙 | 2015年8月2日   | 44   | 青葉区選挙区       | 地域政党輝くまち | 2245票    |        | 15   | 16/16              | /                            |
| 落   | 2015年宮城県議会議員選挙 | 2015年10月25日 | 44   | 仙台市青葉区選挙区 | 維新の党         | 3268票    |        | 7    | 9/9                | /                            |
| 比当 | 第49回衆議院議員総選挙   | 2021年10月31日 | 50   | 宮城県第4区        | 日本維新の会     | 2万7451票 | 20.76% | 1    | 3/3                | 1/1                          |
| 落   | 第50回衆議院議員総選挙   | 2024年10月27日 | 53   | 宮城県第2区        | 日本維新の会     | 3万967票  | 14.14% | 1    | 3/3                | 2/0                          |